# Hogar strašni
Hogar strašni je glavni lik istoimenog stripa. Prvi put se pojavio u veljači 1973. godine. Njegov autor Dik Browne crtao ga je do 1988., kad se povlači u mirovinu, a rad na Hogaru nastavlja njegov sin Chris. Doživio je izdanja u preko 1900 novina u više od 50 zemalja, a preveden je na 13 jezika. 

## Glavni likovi
- Hogar strašni
- Helga
- Hamlet, Hogarov sin
- Honi, Hogarova kći

- Lute, pjesnik i trubadur u koga je Honi zaljubljena
- Sretni Eddie, Hogarova nespretna desna ruka i najbolji prijatelj
- Kvak, patka
- Snert, pas